# Eucereon maternum
Eucereon maternum là một loài bướm đêm thuộc phân họ Arctiinae, họ Erebidae.